# Массанга, Чандрел
Шандре́ль Жеро́ Массанга́ Матондо́ (фр. Chandrel Géraud Massanga Matondo; род. 17 августа 1999, Пуэнт-Нуар) — конголезский футболист, полузащитник клуба «Партизани» и сборной Республики Конго.

## Клубная карьера
Начал карьеру на родине, где выступал за клубы «Ла Манка» (2018), КАРА (2018—2020) и «Отохо» (2021). В составе «Отохо» принял участие в 6 матчах всеафриканских клубных турнирах: 5 — в Лиге чемпионов КАФ и 1 — в Кубке Конфедерации КАФ. В январе 2022 года перешёл в стан албанского клуба «Партизани». В чемпионате Албании дебютировал 2 марта 2022 года в матче против «Кукеси» (5:0). По итогам сезона 2021/22, в котором «Партизани» завоевал бронзовые награды, конголезец был включён в символическую сборную турнира.

## Карьера в сборной
В составе национальной сборной Республики Конго дебютировал 10 октября 2019 года в товарищеском матче против Таиланда (1:1). Участник чемпионата африканских наций 2020 года в Камеруне. По состоянию на май 2023 года провёл за сборную 7 матчей.

## Достижения
- Бронзовый призёр чемпионата Албании: 2021/22